# Jorge Maldonado Renella
Jorge Maldonado Renella (Quito, 3 de agosto de 1924 - 2 de octubre de 1999) fue un jurista, abogado y catedrático universitario ecuatoriano. Entre los cargos públicos que ocupó se cuenta el de Procurador General del Estado, que ejerció entre junio de 1985 a agosto de 1988.

## Biografía
Realizó sus estudios secundarios en el Colegio Nacional Vicente Rocafuerte y los superiores en la Universidad de Guayaquil, donde obtuvo el título de doctor en jurisprudencia y recibió condecoraciones como el Premio Contenta y una medalla por parte del municipio de la ciudad al mérito científico.
Durante el paso del Che Guevara por Guayaquil en 1953, Maldonado se hizo amigo del argentino luego de conocerlo en un café ubicado en el centro de la ciudad. Maldonado, quien era militante del Partido Comunista, luego le presentó al Che al psiquiatra Fortunato Safadi. En aquella época, Maldonado era parte de la comunidad de intelectuales LGBT que vivían en la ciudad, entre los que estaban, además de él mismo, David Ledesma Vásquez, José Guerra Castillo y Enrique Arbuiza.
Tuvo una extensa carrera como catedrático en la Universidad Laica Vicente Rocafuerte y en Universidad de Guayaquil, de la que llegó a ser vicerrector. No obstante, tuvo que dejar el vicerrectorado cuando el presidente José María Velasco Ibarra le prohibió que ejerciera el cargo.
Como abogado, fue secretario del Primer Congreso de Abogados del Ecuador y defensor laboral en conflictos colectivos de los sindicatos municipales contra la alcaldía de Guayaquil. A finales de la década de 1960, fue escogido por las autoridades militares como el abogado en representación del estado ecuatoriano en el llamado «Caso Xerox», una sonada demanda iniciada por el estado por evasión de impuestos. El juicio inició el 23 de diciembre de 1969.
En años posteriores se volvió colaborador del político conservador León Febres-Cordero Ribadeneyra. Cuando Febres-Cordero llegó a la presidencia de la república, en 1984, mocionó a Maldonado para ocupar la Procuraduría General del Estado. Sin embargo, dado que el Congreso Nacional estaba dominado por una mayoría opositora al presidente, su designación no fue inmediata y se terminó dando en junio de 1985. Maldonado ocupó el cargo hasta los primeros días de agosto de 1988, cuando presentó su renuncia.
Maldonado generó controversia cuando afirmó, en relación con el poder con el que contaba Febres-Cordero en el país en la década de 1990: «El verdadero poder está en El Cortijo, porque León es el dueño del país» (haciendo referencia al lugar de domicilio de Febres-Cordero).
Maldonado falleció el 2 de octubre de 1999.

## Homenajes y reconocimientos
En 2020, la Universidad de Guayaquil construyó en su Plaza Cívica seis bustos en honor a sendos catedráticos de la universidad que tuvieron una carrera destacada tanto como docentes como en la vida institucional de la misma, entre ellos Maldonado.
Adicionalmente, una avenida en Guayaquil lleva su nombre.

## Publicaciones
Entre sus publicaciones se encuentran:
- 25 años de Derecho Constitucional Ecuatoriano (1979)[14]
- Los principios de la segunda reforma universitaria (1983)[15]
- La Constitución de 1978. Sus antecedentes, las reformas de 1983 (1986)[14]